# Ikeda Futoshi
Futoshi Ikeda (sinh ngày 4 tháng 10 năm 1970) là một cựu cầu thủ bóng đá người Nhật Bản, hiện đang là huấn luyện viên trưởng của đội tuyển bóng đá nữ quốc gia Nhật Bản.

## Sự nghiệp câu lạc bộ
Futoshi Ikeda đã từng chơi cho Urawa Reds.

## Thống kê câu lạc bộ

### J.League[1]
| Đội        | Năm       | J.League | J.League | J.League Cup | J.League Cup | Tổng cộng | Tổng cộng |
| Đội        | Năm       | Trận     | Bàn      | Trận         | Bàn          | Trận      | Bàn       |
| ---------- | --------- | -------- | -------- | ------------ | ------------ | --------- | --------- |
| Urawa Reds | 1993      | 18       | 1        | 5            | 0            | 23        | 1         |
| Urawa Reds | 1994      | 27       | 0        | 2            | 0            | 29        | 0         |
| Urawa Reds | 1995      | 8        | 0        | -            | -            | 8         | 0         |
| Urawa Reds | 1996      | 0        | 0        | 0            | 0            | 0         | 0         |
| Tổng cộng  | Tổng cộng | 53       | 1        | 7            | 0            | 60        | 1         |